# Kathedrale von Trani

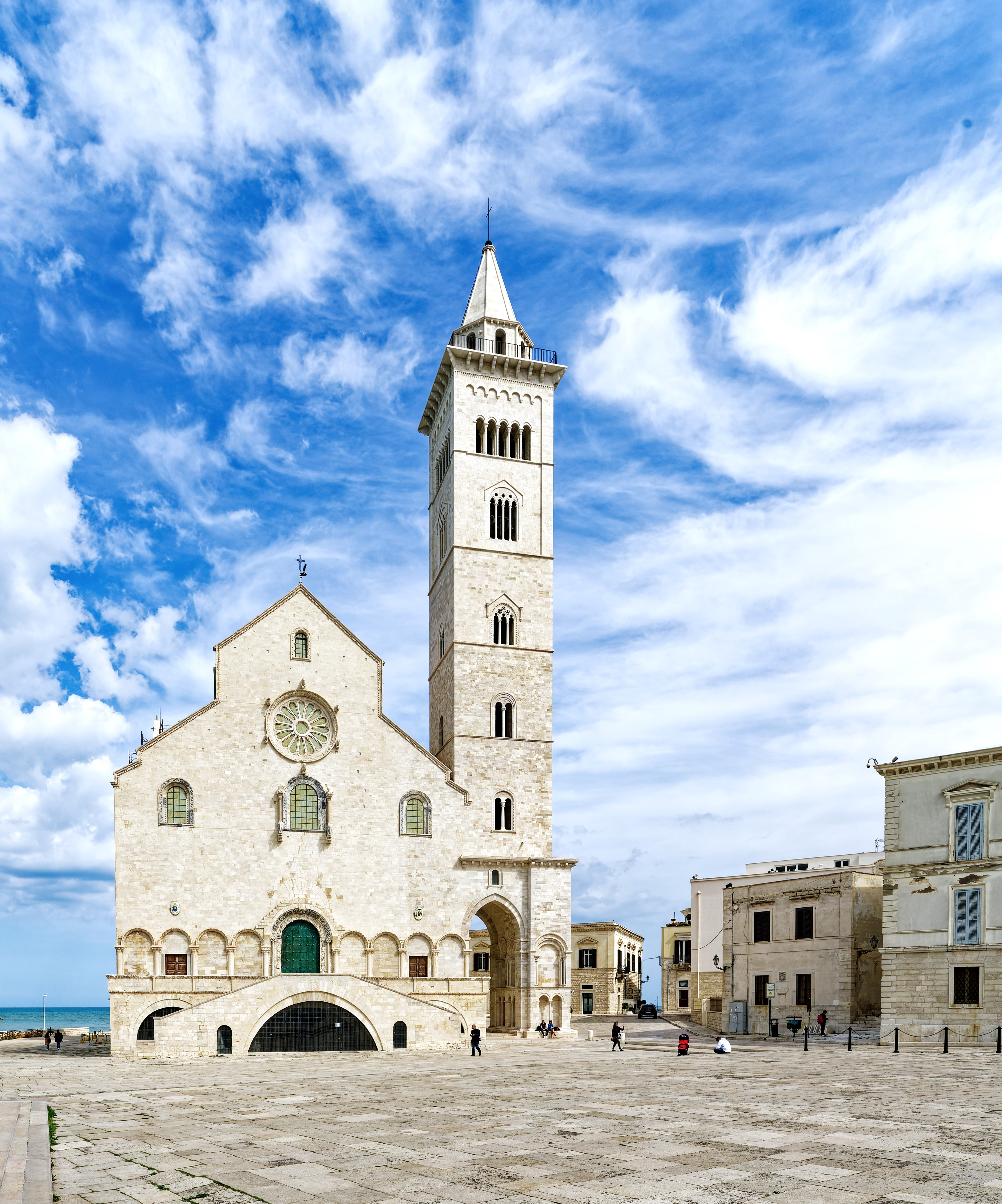
Die Kathedrale von Trani

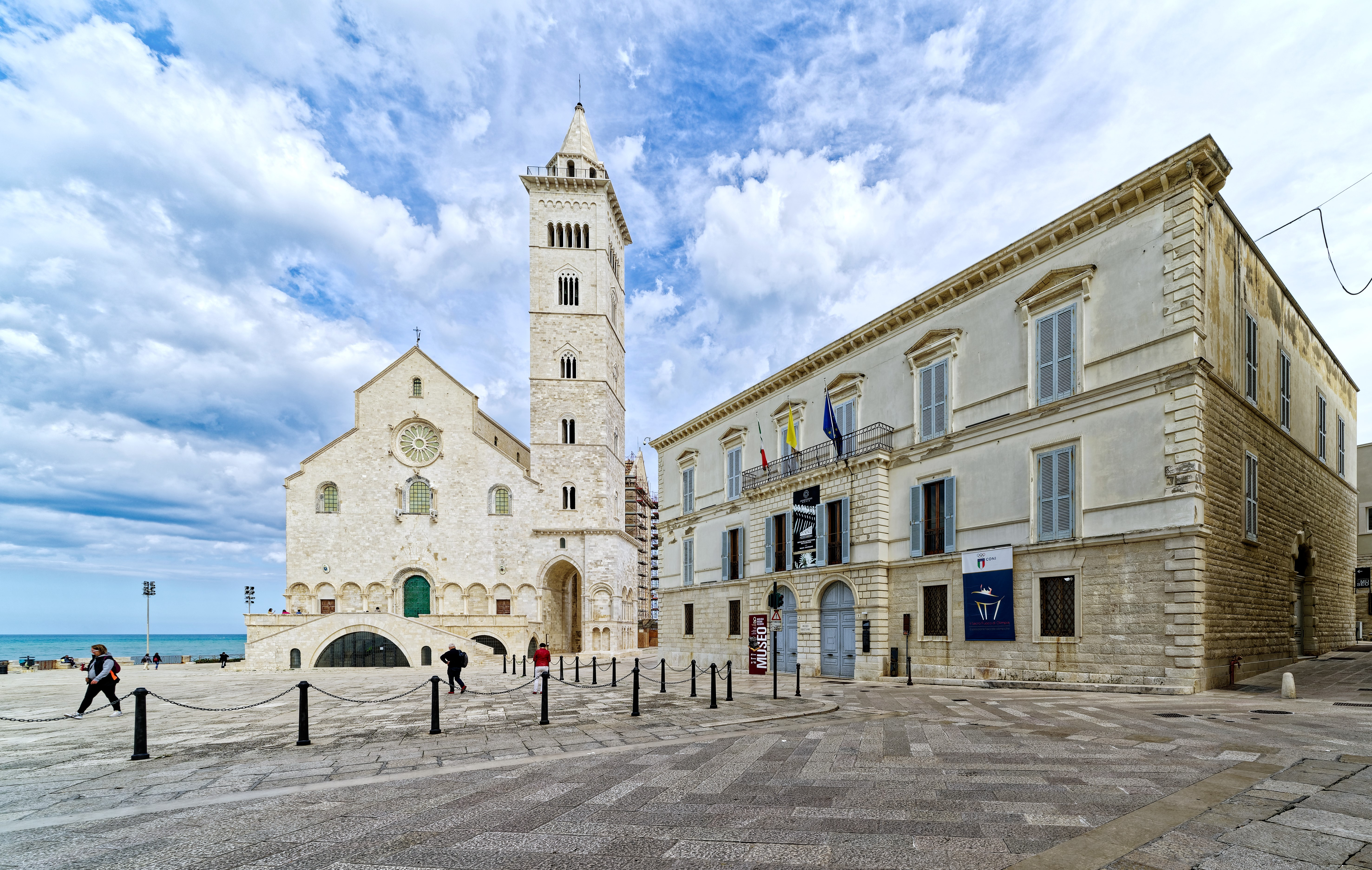
Diozesanmuseum und Kathedrale.

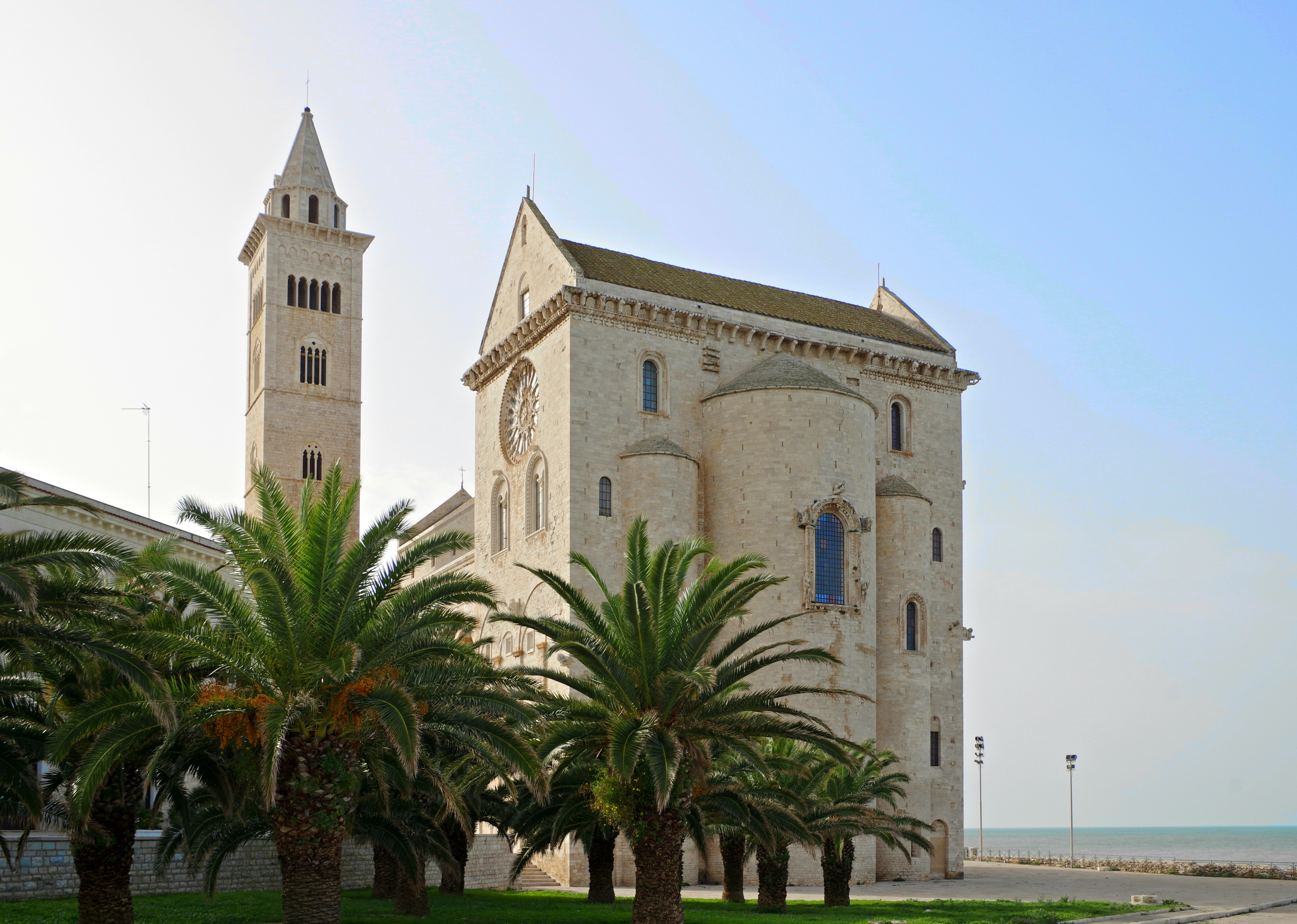
Transept der Kathedrale

Die Basilica cattedrale di Santa Maria Assunta (dt. Basilika-Kathedrale Mariä-Himmelfahrt) in Trani, gemeinhin auch als Basilica di San Nicola Pellegrino (dt. Basilika Sankt Nikolaus, der Pilger) bekannt, ist die Bischofskirche des Erzbistums Trani-Barletta-Bisceglie. Der Bau ist eine Doppelkirche mit einer Krypta. Unter der Oberkirche, die dem heiligen Pilger Nikolaus geweiht ist, befinden sich die Unterkirche Santa Maria della Scala und die Hallenkrypta, die ebenfalls diesem Heiligen geweiht ist. San Nicola Pellegrino ist eine der Normannenkirchen Apuliens und steht unmittelbar am Meer.

## Beschreibung
Der Bau der Kathedrale mit einer rund hundertjährigen Bauzeit wurde 1097 begonnen und trat 1159 bis 1186 in die entscheidende Bauphase.
Der Campanile der Kathedrale ist über einer Durchfahrt direkt mit der Kathedrale verbunden. Die Innenseite des Campanile greift in den unteren beiden Geschossen in etwa die Bogengliederung der Kirchenfassade auf. Er war so baufällig geworden, dass er 1952 vollständig abgetragen und auf gesicherter Grundlage neu wiederaufgebaut werden musste. Der Eingang der Kirche liegt nicht zu ebener Erde, sondern auf einem Treppenaufgang, da der ganze Bau von einer Unterkirche unterfangen ist. San Nicola Pellegrino ist also wie die Basilika San Francesco in Assisi eine Doppelkirche.
Für die Kunstgeschichte bedeutsamer sind allerdings die nahe gelegene Steinbrüche. Der hier gebrochene Stein, der Trani (pietra tranese), ist ein harter, wetterbeständiger und auffallend heller Stein mit leicht rötlicher Tönung, der heute noch abgebaut wird. Aus diesem Naturstein bestehen die Kathedrale und viele andere Bauwerke und Plastiken in Trani. Die Nähe des großen Steinbruchs bedingte die ständige Anwesenheit von Bildhauern und Architekten und die Entwicklung einer diesbezüglichen Tradition. Das erkennt man an der reichhaltigen plastischen Ausgestaltung der Kirche, besonders des Außenbaus.

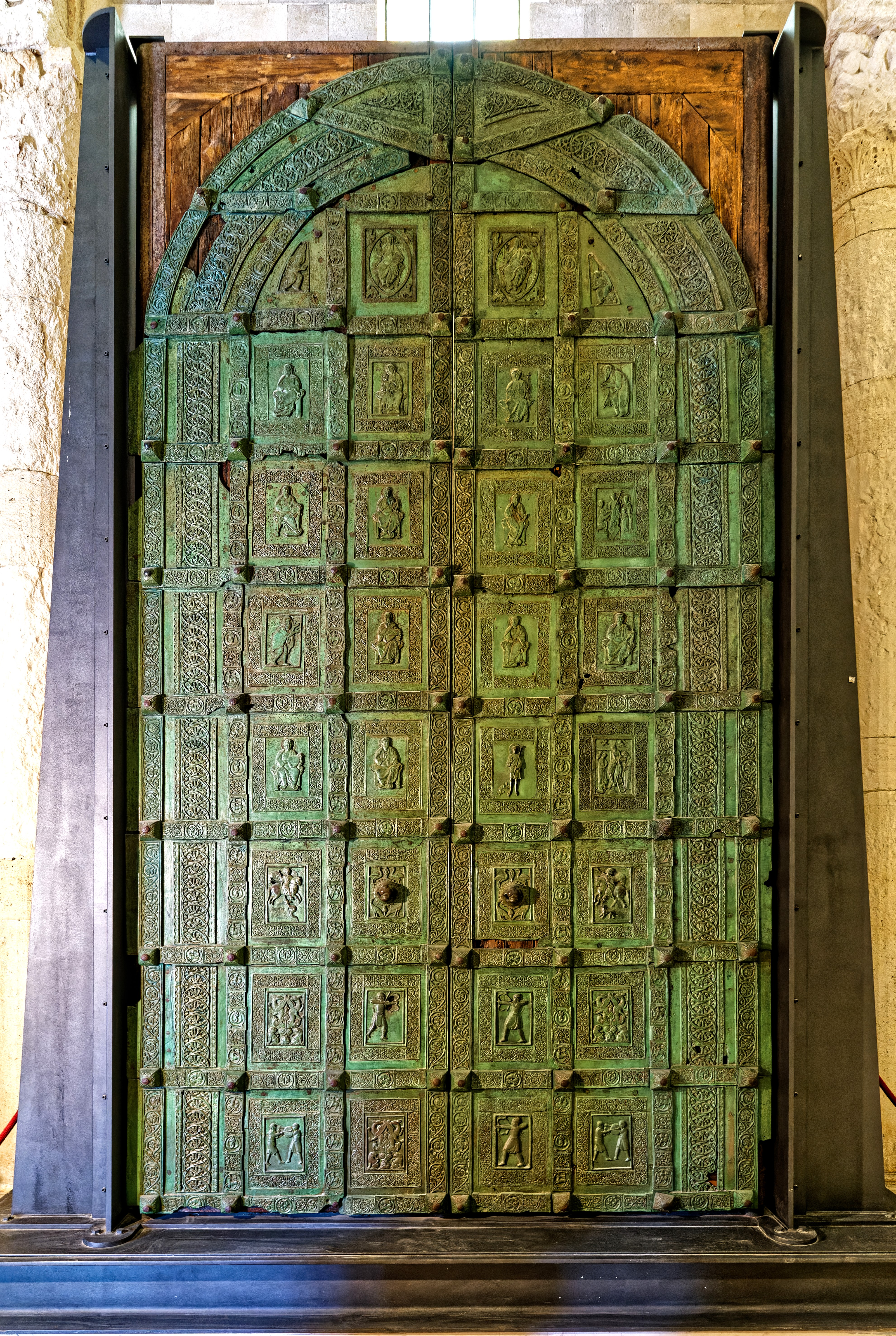
Das Bronzeportal.

## Äußeres

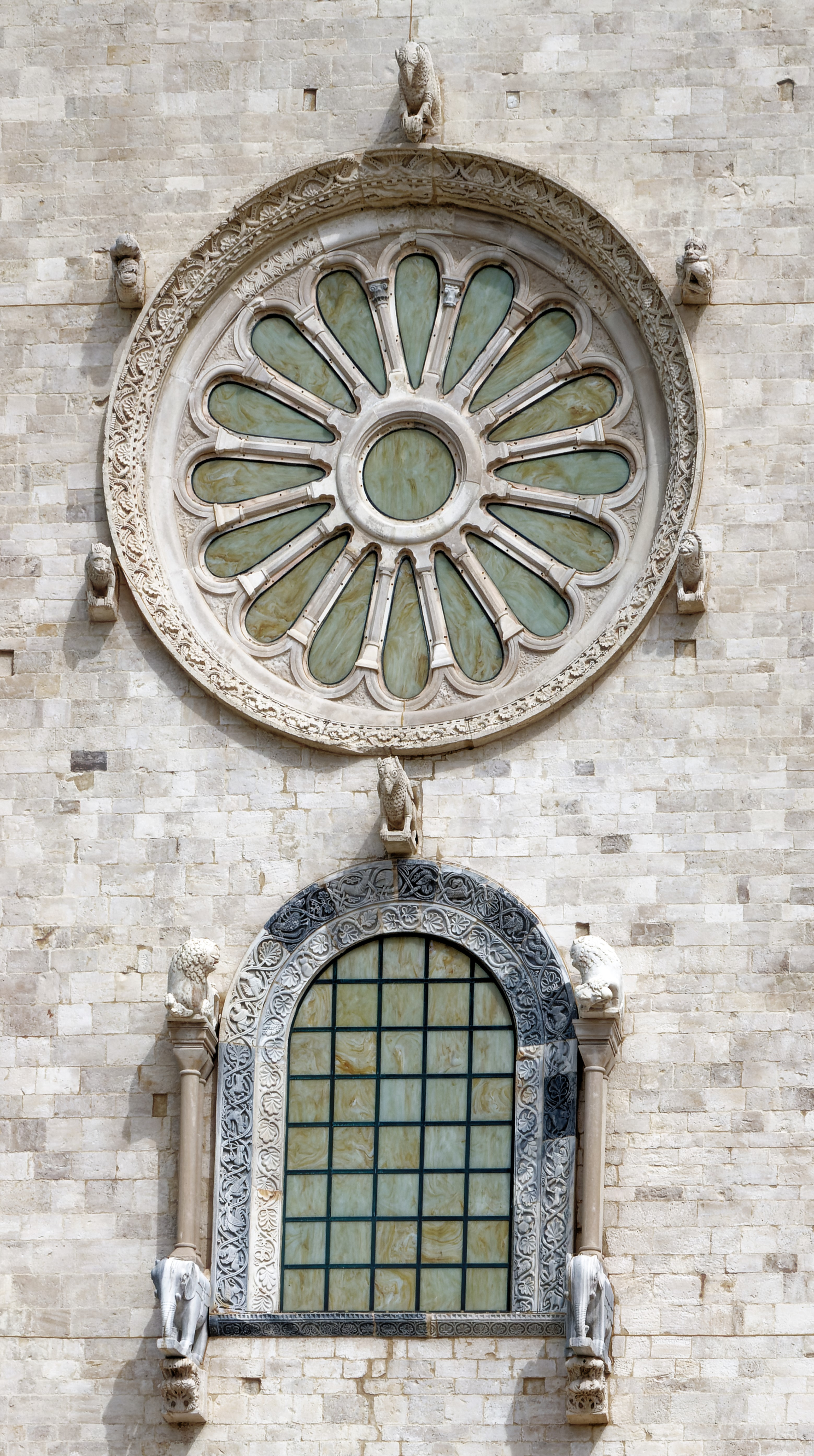
Die Fensterrose.

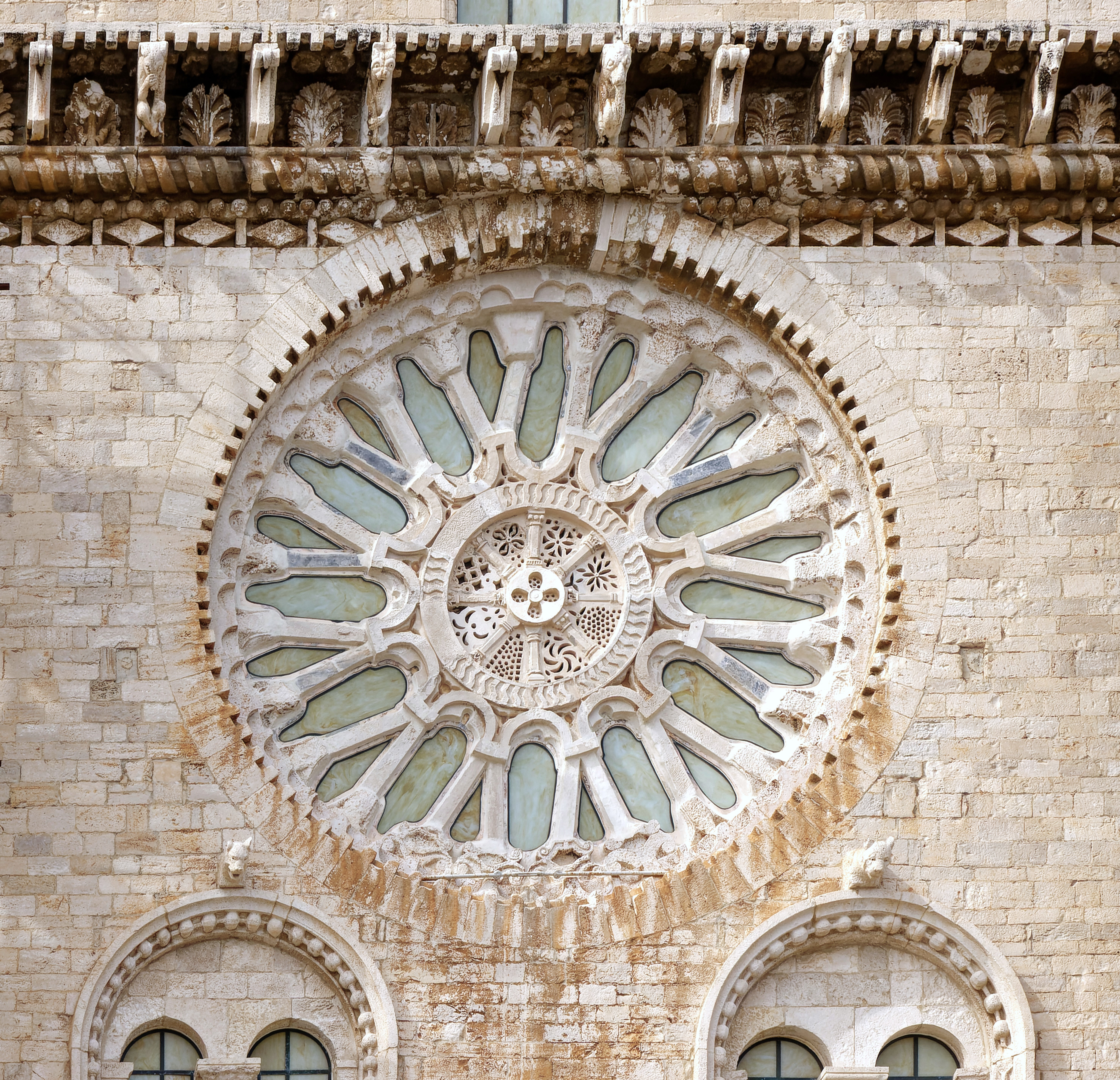
Die Rosette an der Rückseite.

Die Vorderfront ist nicht wie die anderen Seiten auf Höhenwirkung angelegt, stattdessen dominiert eine Betonung der Horizontalen. Lediglich der Giebel des Mittelschiffes tritt hervor. In diesem findet sich unter einem kleinen Monoforium eine sechzehnteilige Fensterrose um die sechs Tierfiguren auf Konsolen angeordnet sind. Darunter befindet sich ein großes zentrales Monoforium, flankiert von zwei Säulen und vier Konsolfiguren. Rechts und links davon befinden sich kleinere Monoforien, die nur durch ein Ornamentband geschmückt sind.  Die Eingangsebene der Fassade, die man über zwei Treppen erreicht, wird von einer besonders fein profilierten vorgeblendeten Bogenstellung gegliedert. Die Ornamentbänder des Portals setzen sich als Bogendekoration quer über die ganze Fassade fort. Das rundbogige Portal ist ohne Architrav, die Pfosten und die Archivolte sind aufwändig verziert. Die Archivolte ist von einer zweiten überfangen, die auf zwei Blattkapitellen endet, die ihrerseits auf zwei sehr schlanken Säulen ruhen.

Das Bronzeportal wurde 1175 von Barisanus von Trani geschaffen und später ins Innere der Kirche verlegt.  Auch hier ist die Handlungsszene von einem Ornamentband umzogen. Bei dem Bronzeportal in Monte Sant’Angelo von 1076 sind die Darstellungen noch in Niellotechnik in das Metall eingeritzt worden. Hier haben wir 1175 die spätere Form vor uns, ein leicht erhabenes Relief.

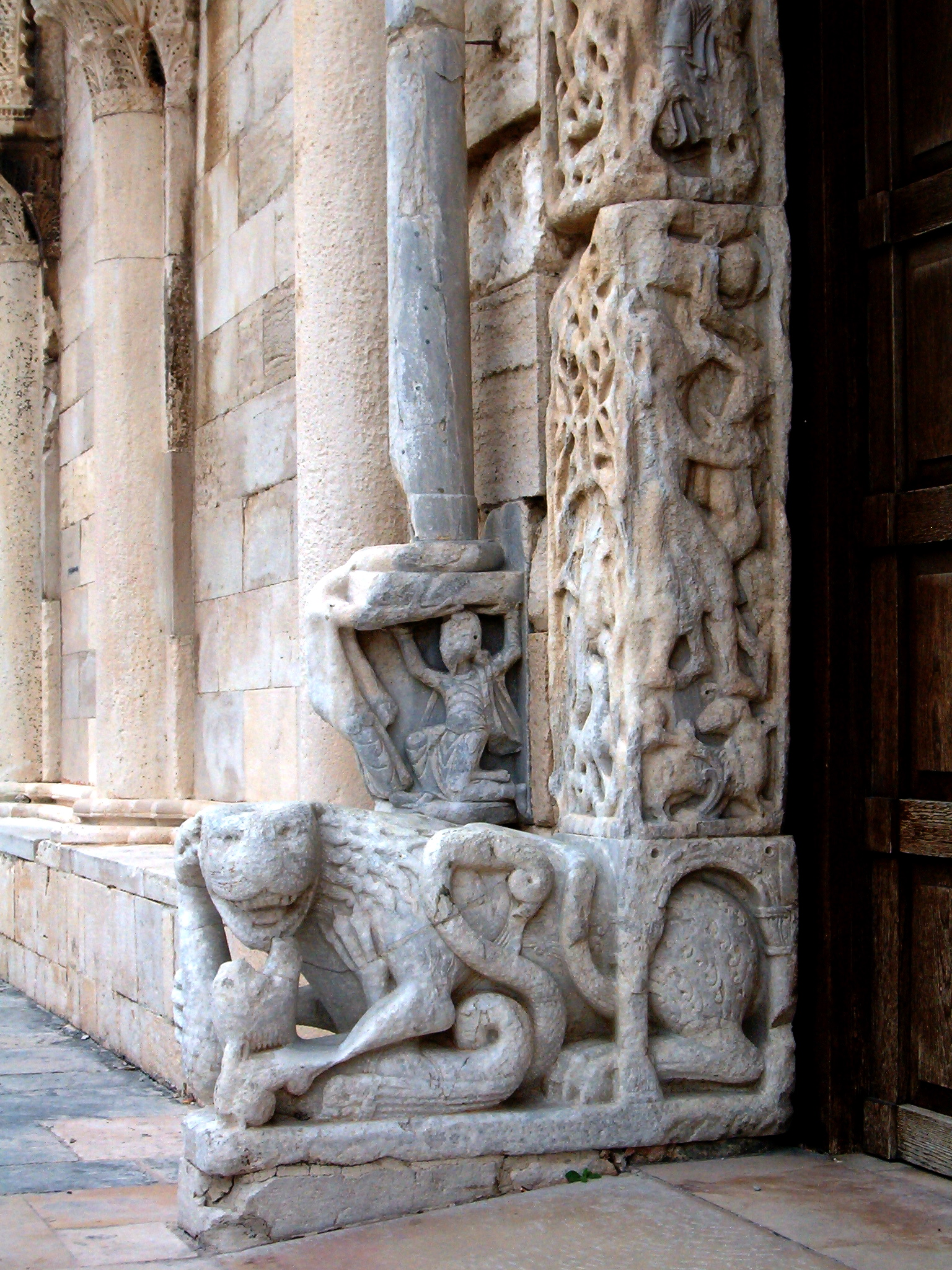
Kampf eines Löwen; Eingang der Kathedrale

Die obligatorische Löwenszene am Eingang zeigt keine allein dastehende Löwen, sondern zwei Kampfszenen.
Auch die Brüstung des Treppenaufganges ist mit einem Ornamentband geschmückt, das sich auch um die Kapitellzone der vorgesetzten Halbsäulen herumzieht. Auch hier geht es auffallenderweise um Kampfszenen.
An der Rückseite wird das Bemühen um Höhenwirkung besonders deutlich. Die mittlere Apsis reicht bis zum Dach des Querhauses, das von einem Dachgesims in Form eines teilweise mit Figuren geschmückten Konsolfrieses umfasst wird. Die Nebenapsiden sind etwas niedriger, wirken jedoch durch ihre Höhe sehr schlank. Der Fenster in den Apsiden und der Ostwand des Querhauses teilweise eine aufwändige Verzierung. Um das Fenster der Hauptapsis sind fünf Konsolfiguren platziert. Die Stirnseite des Querhauses zum Meer hin verfügt über ein Quattroforium, zwei Biforien und Konsolfiguren. Die gegenüberliegende, zur Stadt hin gewandte, Stirnseite ist mit einer Fensterrose zwei darunter angeordneten Biforien und den darunterliegenden Blendbögen mit Pilastern, die bis zum Boden reichen, besonders aufwendig gestaltet.
Die Seiten des Langhauses sind mit Arkaden gegliedert, die sich auf der Stadtseite bis zum fast 60 m hohen Campanile hinziehen. Der Sockelbereich mit dem spitzbogigen Tordurchbruch und die beiden darüberliegenden Geschosse wurde 1125/30 errichtet. Die weiteren Stockwerke, mit sich nach oben verbreiternden Fenstern wurde 1352–79 gebaut.

## Innenraum

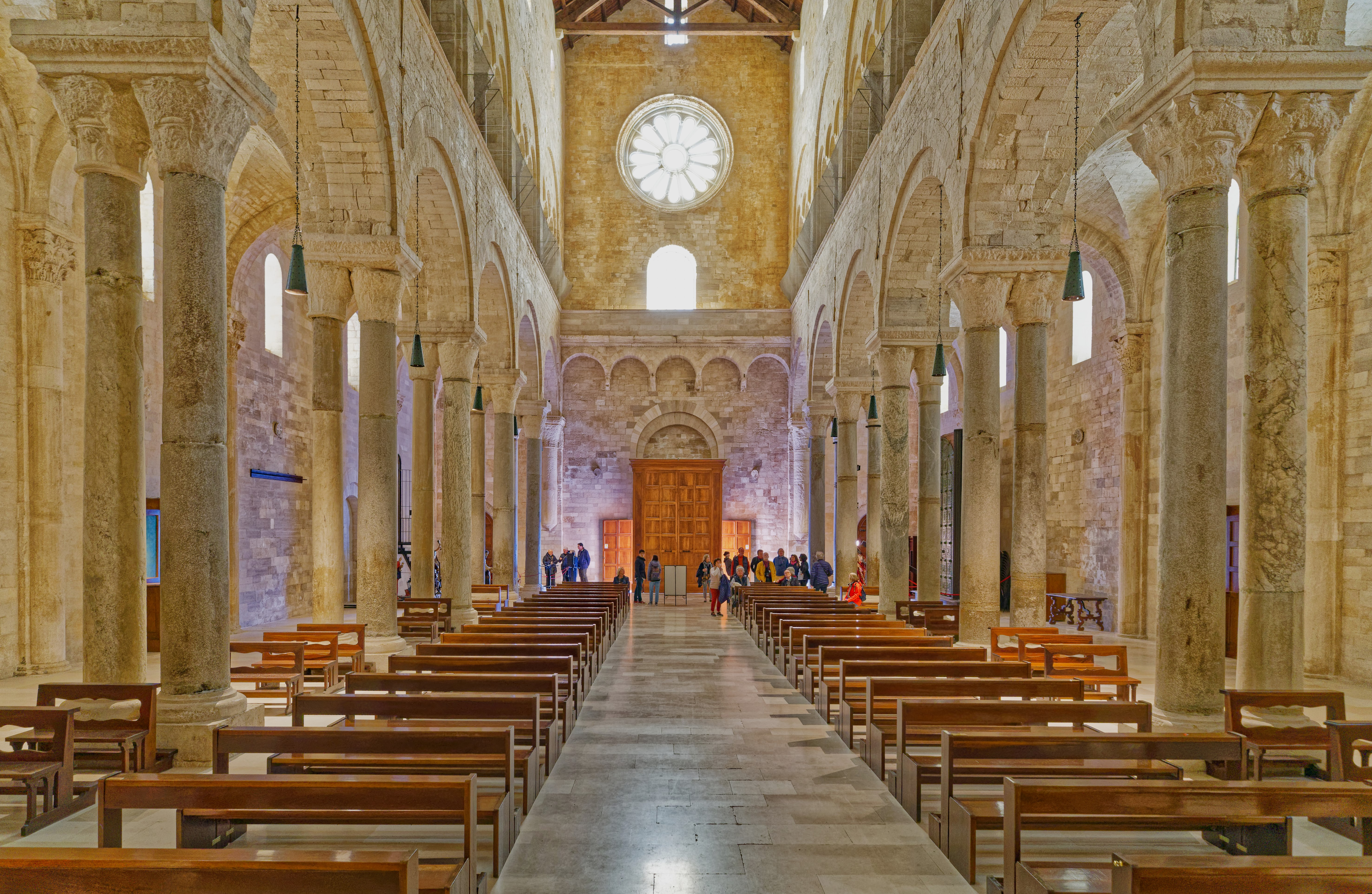
Der Kirchenraum.

Die unterste Ebene bildet die Gruft des Hl. Leukios (Ipogeo di San Leucio), eines Bischofs von Brindisi im 3. Jahrhundert, dessen Gebeine sich ab dem 7. Jahrhundert bis 845 hier befanden. Die Gruft liegt noch unterhalb des Meeresspiegels. Darüber befindet sich der Chor der heutigen Unterkirche Santa Maria della Scala. Etwas tiefer schließt sich an diese die Krypta der Kathedrale an. Hier werden in einem silbernen Schrein die Gebeine des Heiligen Pilgers Nikolaus aufbewahrt.

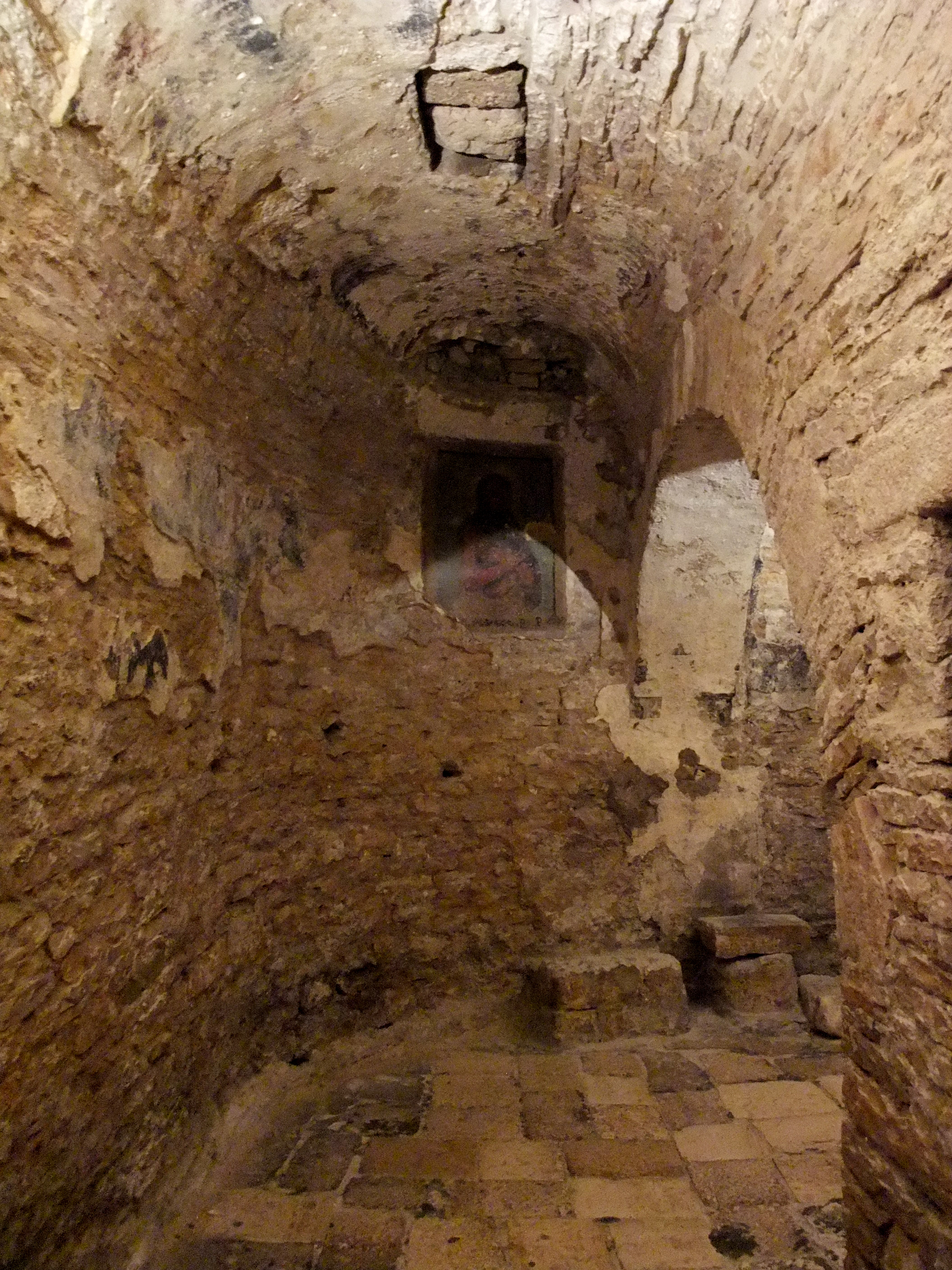
Gruft des Heiligen Leukios
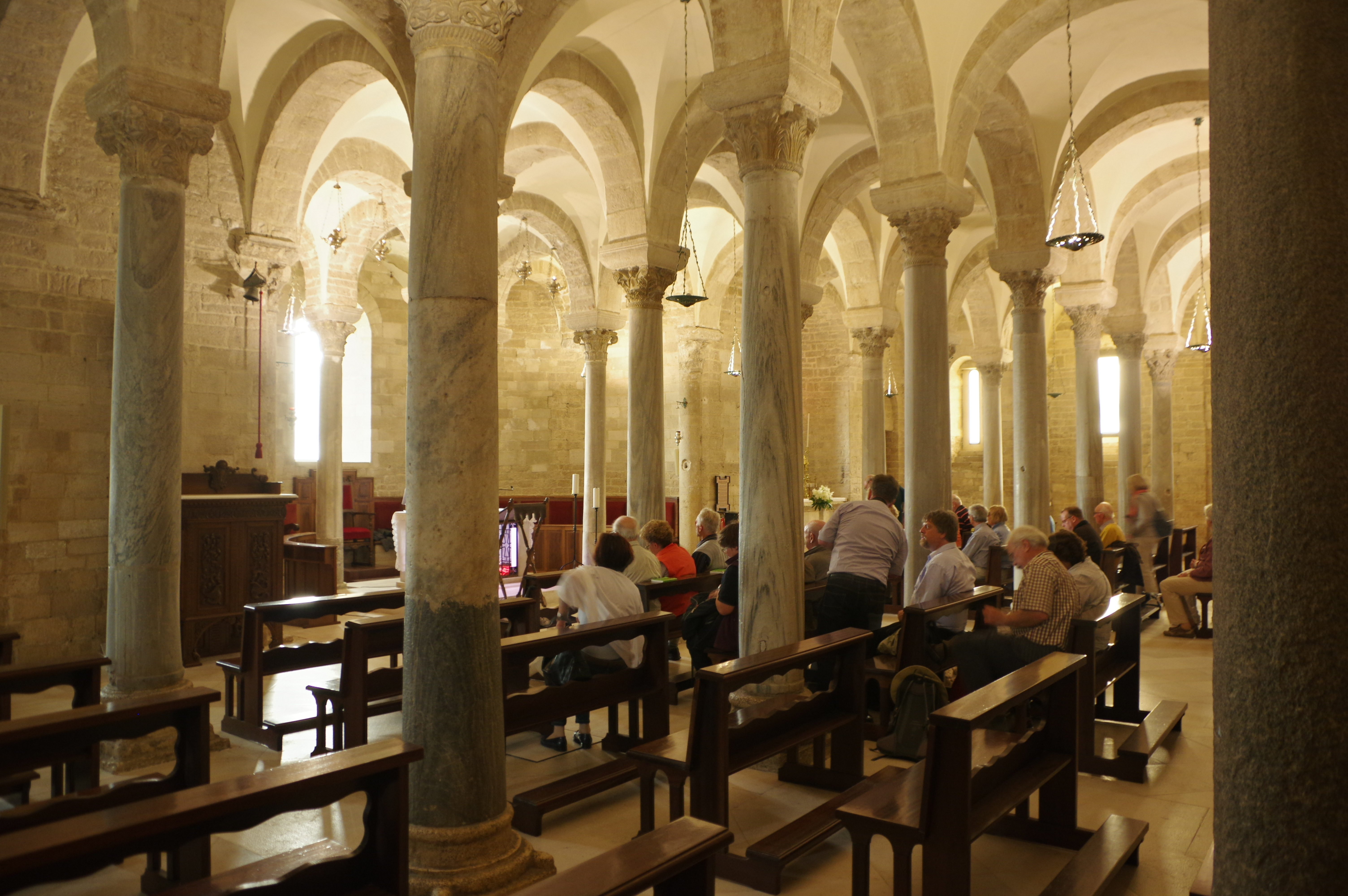
Krypta
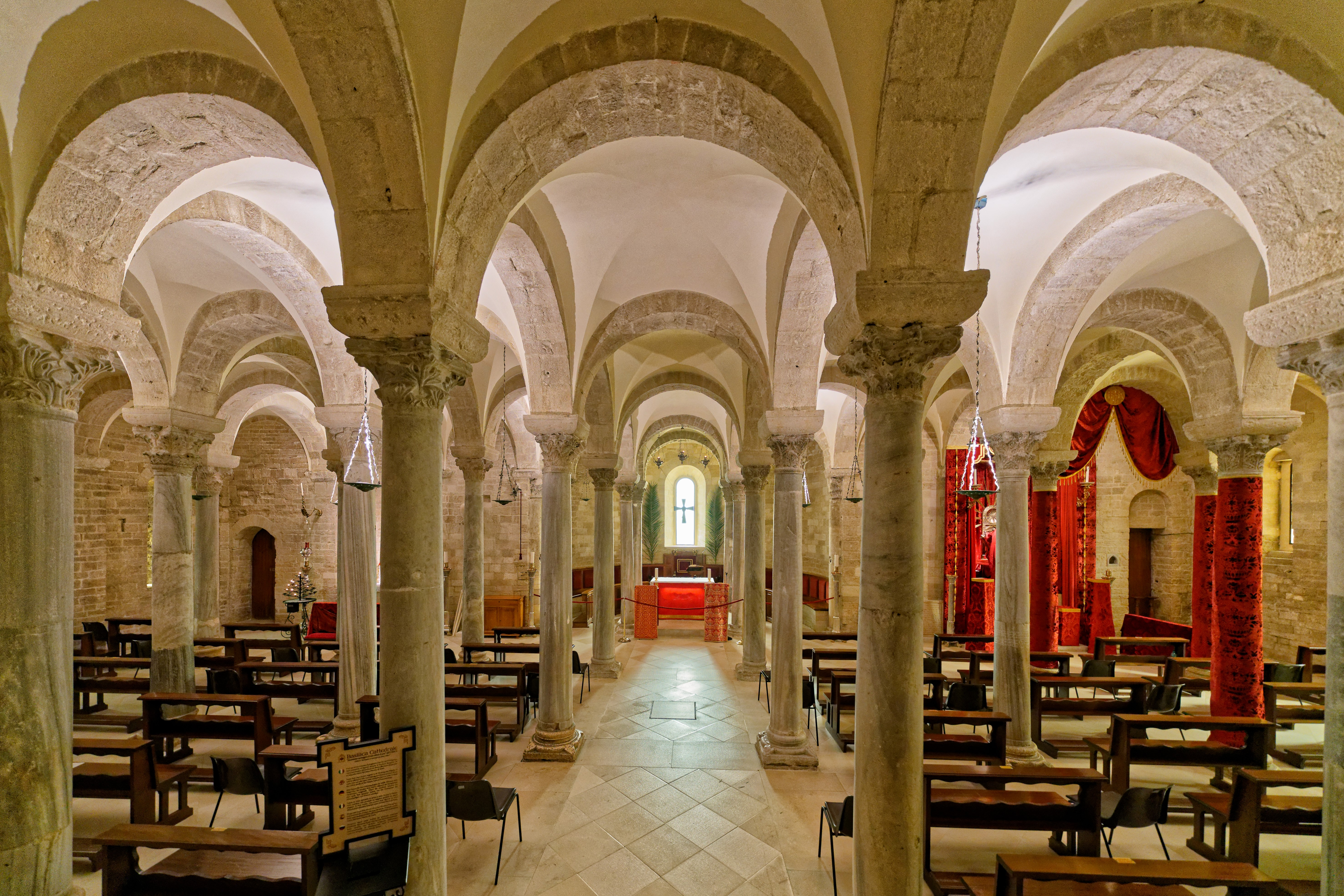
Krypta mit dem silbernen Schrein, in dem die Gebeine des Hl. Pilgers Nikolaus aufbewahrt werden.
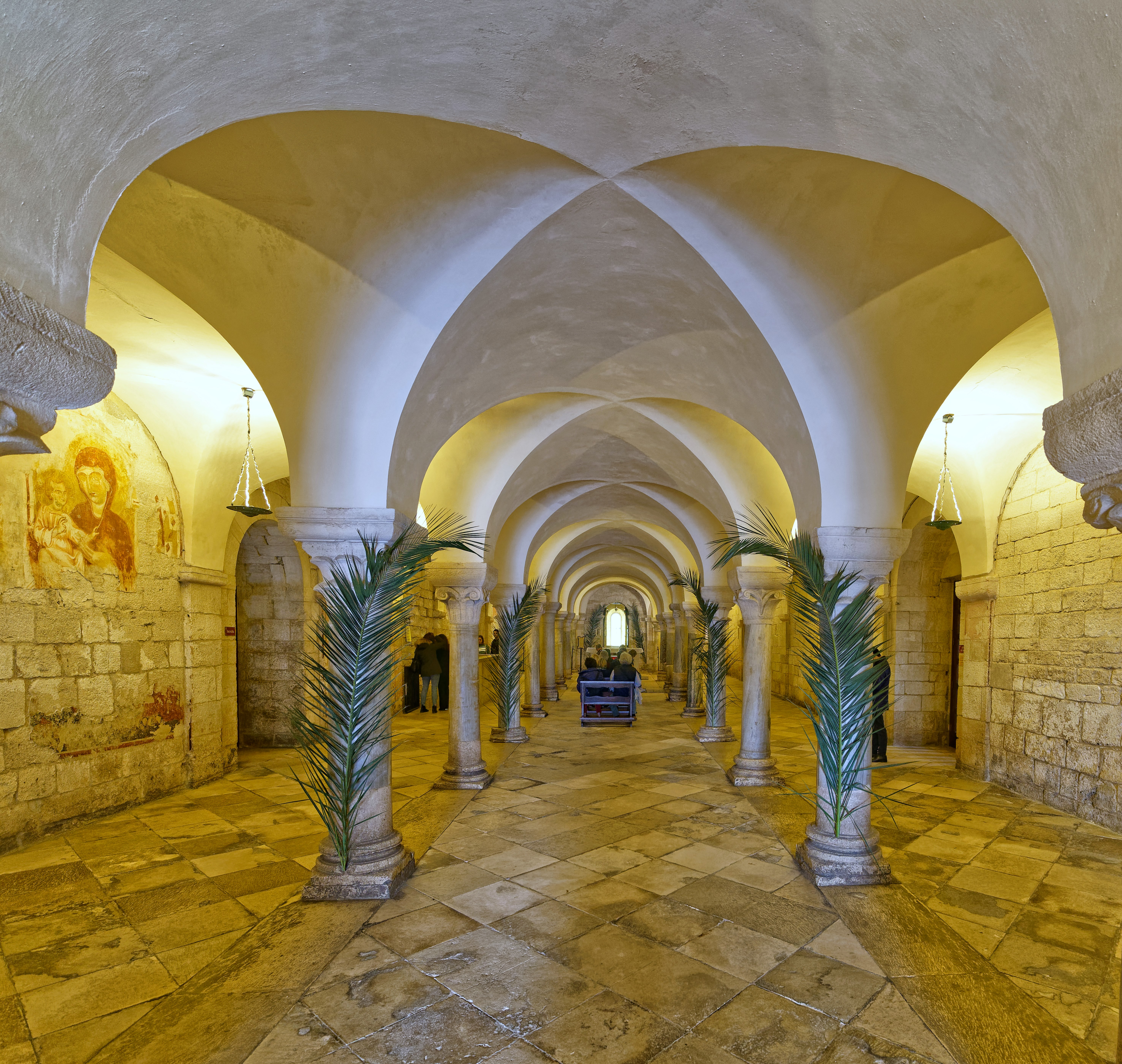
Unterkirche Santa Maria della Scala
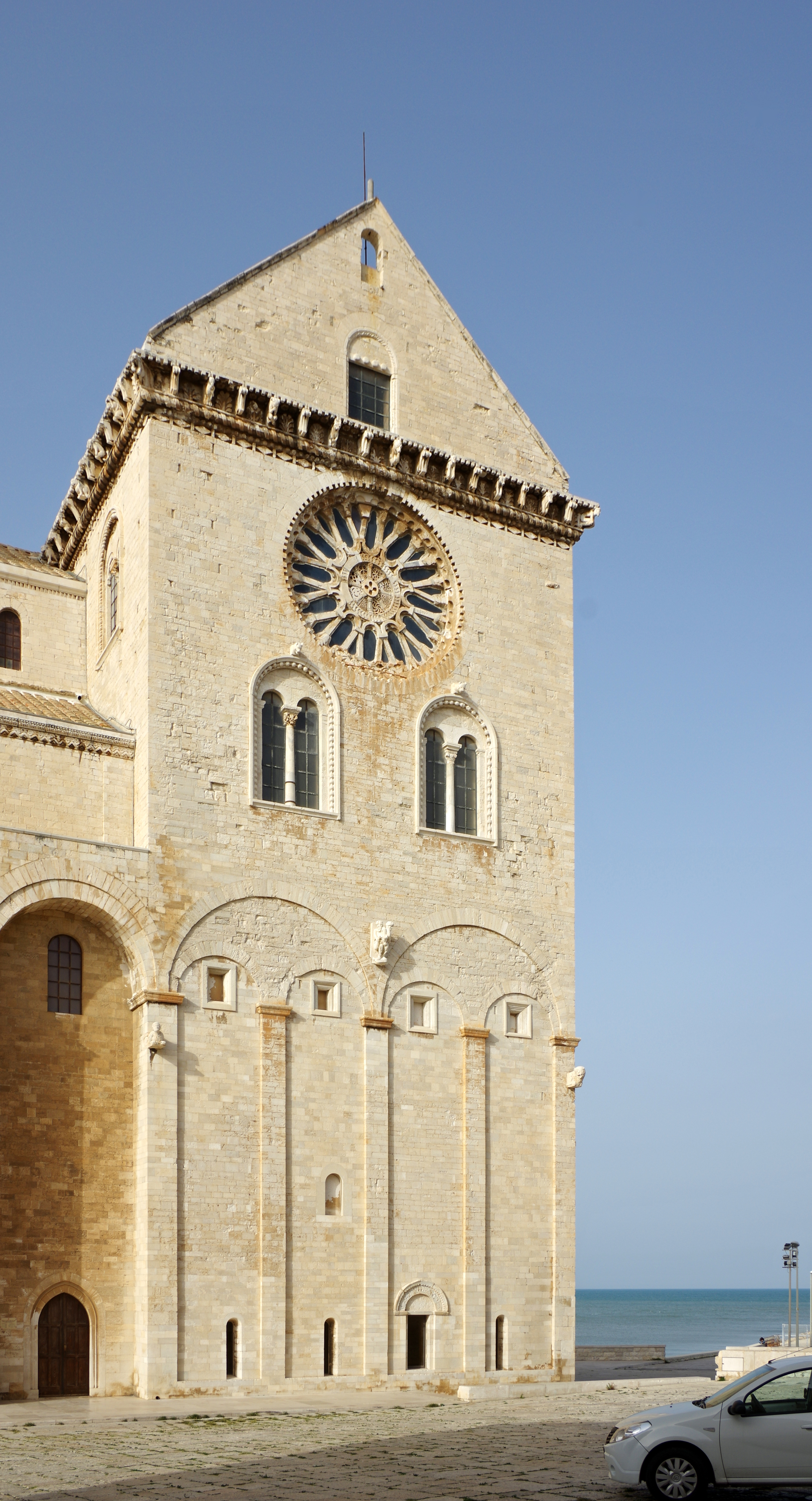
Der Stadt zugewandte Seite des Querhauses
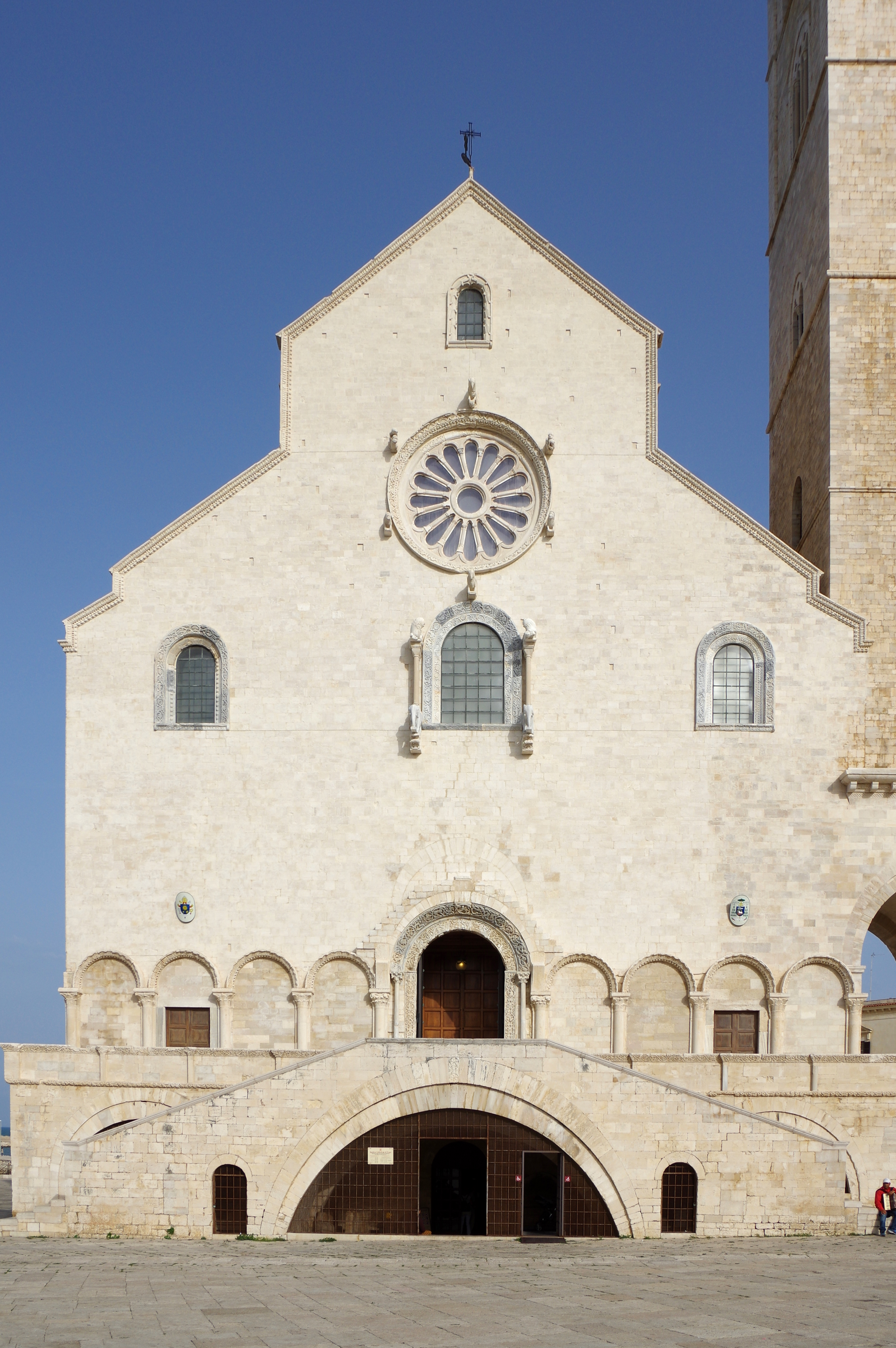
Fassade

Die Kirche zeigt im Innern eine starke plastische Durchgliederung der Mauer. Das untere Arkadengeschoss wird hier von quer gestellten Doppelsäulen gebildet. Ihre Kapitelle sind nicht vollendet worden. Über den Arkaden liegen keine breiten Wandstreifen, wie sonst in Italien üblich, sondern, ähnlich wie bei der Basilika San Nicola in Bari, Emporengeschosse, die sich zum Mittelschiff hin mit Säulen-Triforien öffnen. Darüber befindet sich eine weitere Reihe Monoforien.
Zur Bauzeit war die Kirche mit zahlreichen Fresken geschmückt und ab etwa 1165 bedeckte ein Mosaik den Fußboden, von dem noch Reste im Chorbereich erhalten sind. Dargestellt sind unter anderem Adam und Eva im Paradies mit der Schlange und dem Baum der Erkenntnis sowie davor König Alexander mit zwei Fleischspießen in den Händen, mit denen er die Adler, auf denen er fliegt, immer höher lockt. Vermutlich wurde dieses von Meister Pantaleone, der auch in Otranto tätig war, oder seiner Werkstatt erstellt.
In der Unterkirche erinnert an der Wand rechts neben dem Treppenaufgang zur oberen Kirche eine Tafel mit einer Inschrift an den Besuch des deutschen Kaisers Wilhelm II. anlässlich seiner Orientreise.

## Orgel
Die 1962 von der Orgelbaufirma Gebrüder Ruffatti gebaute Orgel wurde 2013–2014 von der Firma Francesco Zanin unter Verwendung der Pfeifen des Vorgängerwerks generalüberholt und die Anordnung des Pfeifenwerks verändert. Sie besitzt wieder drei Manuale und Pedal, hat aber statt 48 Registern nur mehr 46. Die elektrische Traktur wurde ersetzt durch eine mechanische.
| I Positivo espressivo C-c4 |        |
| Principale                 | 8′     |
| Flauto a cuspide           | 8′     |
| Principalino               | 4′     |
| Flauto                     | 4′     |
| Nazardo                    | 2 ⁄3′  |
| Flagioletto                | 2′     |
| Terza                      | 1 3⁄5′ |
| Cornetto combinato         |        |
| Ripieno V                  | 2′     |
| Cromorno                   | 8′     |
| Voce umana                 | 8′     |
| Campane                    |        |
| Tremolo                    |        |

| II Grand'Organo C-c4 |       |
| Principale           | 16′   |
| Principale           | 8′    |
| Flauto traverso      | 8′    |
| Dulciana             | 8′    |
| Ottava               | 4′    |
| Flauto armonico      | 4′    |
| Duodecima            | 2 ⁄3′ |
| Decimaquinta         | 2′    |
| Ripieno grave V      |       |
| Ripieno acuto V      |       |
| Tromba               | 8′    |
| Campane              |       |

| III Espressivo C-c4 |       |
| Principale          | 8′    |
| Bordone             | 8′    |
| Viola da gamba      | 8′    |
| Salicionale         | 8′    |
| Ottava dolce        | 4′    |
| Flauto camino       | 4′    |
| Sesquialtera II     | 2 ⁄3′ |
| Silvestre           | 2′    |
| Cimbalo V           | 2′    |
| Voce celeste II     | 8′    |
| Tuba mirabilis      | 8′    |
| Oboe                | 8′    |
| Voce corale         | 8′    |
| Campane             |       |
| Tremolo             |       |

| Pedale C-g1  |       |
| Acustico     | 32′   |
| Contrabbasso | 16′   |
| Principale   | 16′   |
| Subbasso     | 16′   |
| Basso        | 8′    |
| Bordone      | 8′    |
| Violoncello  | 8′    |
| Ottava       | 4′    |
| Ripieno V    | 2 ⁄3′ |
| Trombone     | 16′   |
| Tromba       | 8′    |
| Clarone      | 8′    |
| Campane      |       |

Die Campane (Glocken) der Manuale I und II und des Pedals sind die des Manuals III.